# Вилбертон (Оклахома)
Вилбертон (енгл. Wilburton) град је у америчкој савезној држави Оклахома.

## Демографија
По попису из 2010. године број становника је 2.843, што је 129 (-4,3%) становника мање него 2000. године.
| Група             | 2000.         | 2010.         |
| Белци             | 2.208 (74,3%) | 2.008 (70,6%) |
| Афроамериканци    | 40 (1,3%)     | 43 (1,5%)     |
| Азијати           | 9 (0,3%)      | 11 (0,4%)     |
| Хиспаноамериканци | 70 (2,4%)     | 131 (4,6%)    |
| Укупно            | 2.972         | 2.843         |